# 陇南冷水花
陇南冷水花（学名：Pilea gansuensis）为荨麻科冷水花属的植物，是中国的特有植物。分布在中国大陆的甘肃、四川等地，生长于海拔1,400米的地区，多生于山坡林下荫湿处，目前尚未由人工引种栽培。
其种加词gansuensis，意为“甘肃的”。